# NGC 4885
NGC 4885 (другие обозначения — MCG -1-33-65, IRAS12579-0635, PGC 44781) — галактика в созвездии Дева.
Этот объект входит в число перечисленных в оригинальной редакции «Нового общего каталога».
В галактике вспыхнула сверхновая SN 2003cb типа II, её пиковая видимая звездная величина составила 17,9.